# Kongregate
Kongregate — интернет-сайт, американский портал компьютерных игр для мобильных устройств, ПК, консолей, а также для браузерных игр. На сайте размещено более 110 000 онлайн-игр и около 30 мобильных игр. В 2010 году сайт был куплен Gamestop Corporation, а в 2017 году — Modern Times Group MT AB.
Жанры компьютерных игр различные. На Kongregate размещены многие инкрементальные игры (игры этого жанра также известны как idle-игры).
На сайте можно разместить игры, созданные с помощью Adobe Flash, HTML 5/JavaScript, Shockwave, Java или Unity. Присутствуют таблицы, сравнивающие количество очков у разных пользователей, а также достижения.

## История
Сайт был создан Эмили и Джимом Грир. Альфа-тестирование Kongregate началось 10 октября 2006 года и продолжалось до декабря 2006 года. В декабре того же года сайт был официально открыт для посетителей. Бета-тестирование сайта началось 22 марта 2007 года. К июлю 2008 года Kongregate привлёк 9 миллионов долларов США: в сайт инвестировали  Рид Хоффман, Джефф Клавье, Джефф Безос и компания Greylock Partners.
В начале 2013 года Kongregate выделил 10 млн долларов для разработки мобильных игр. Руководителем мобильного подразделения стал Пани Харитатос. В 2014 году на сайте появились   Kongpanions. Они стали метаигрой. Kongpanions — это животные или какие-либо предметы, которые предлагается собрать. Собранные Kongpanions влияют на игровой процесс в некоторых других играх.
В октябре 2016 года в Kongregate объявили о том, что некоторые игры могут быть перенесены в Steam с обновленным SDK. Это изменение позволило добавить в некоторые игры микротранзакции.
В 2016 году игры BattleHand и The Trail от Kongregate были отмечены как Apple Editors' Choice.
5 октября 2017 года Kongregate приобрёл чикагскую компанию Synapse Games, разработчика игры Animation Throwdown.

## Kartridge
В ноябре 2018 года Kongregate открыл Kartridge — магазин компьютерных игр, специализирующийся на независимых играх. Магазин доступен через браузер или приложение. Некоторые игры — платные, другие доступны бесплатно в браузере. В отличие от Steam, Kartridge называют «курируемым» магазином, например, такую характеристику получил магазин от Engadget (автор статьи — Джессика Кондитт).